# Kigamboni

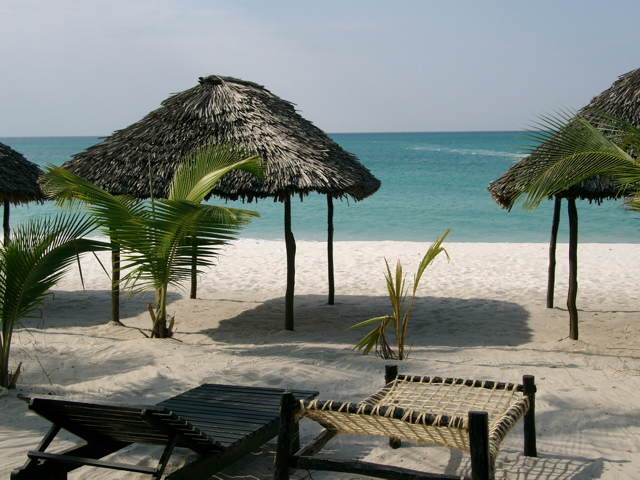
Spiaggia di Kigamboni

Kigamboni è una penisola della Tanzania che si estende nell'Oceano Indiano. Pur appartenendo al territorio della città di Dar es Salaam, è isolata dal centro dal canale di Magogoni Creek, attraversabile solo in traghetto (il percorso via terra è lungo circa 30 km). Appartiene al distretto cittadino di Temeke.
La penisola è abitata (circa 600 000 abitanti), ma molto meno urbanizzata del resto della città, e costituisce una sorta di oasi naturale nel territorio di Dar es Salaam. La vegetazione comprende palma da cocco e alberi di mango. È una meta comune di escursioni e gite per i cittadini di Dar. Una delle località turistiche più frequentate della penisola è la spiaggia di Kigamboni Beach, nota anche come Blue Beach ("spiaggia azzurra"). Fra i servizi offerti a turisti e visitatori c'è la possibilità di cavalcare in cammello lungo la spiaggia.
Il principale insediamento di Kigamboni è costituito da un agglomerato di attività commerciali, attorno al quale si sviluppano una serie di aree residenziali (Mjimwema, Toangoma, Kisota, Gezaulole e Ras Kutani). Sulla costa sorgono complessi residenziali di lusso e strutture alberghiere. Lungo il Magogoni Creek si trovano diverse comunità di pescatori.

## Prospettive di sviluppo

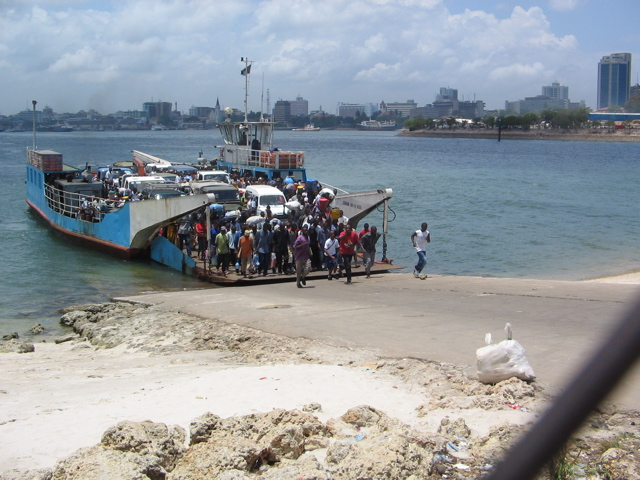
Il traghetto per Kigamboni

I collegamenti via traghetto fra Kigamboni e Dar es Salaam sono da tempo considerati insufficienti per le esigenze dei residenti di Kigamboni; la qualità del servizio è generalmente incerta, ed episodi come l'affondamento del traghetto Usiwe Kupe nel 1999 hanno causato gravi disagi alla popolazione.
Nel 1991, il National Social Security Fund (NSSF) ha approvato un progetto per la costruzione di un ponte che dovrebbe collegare Dar es Salaam a Kigamboni. Il ponte sarà lungo oltre 500 m, e secondo le stime originali richiederà tre anni e mezzo di lavoro e costerà circa 46 milioni di dollari. Attualmente il progetto è fermo in attesa di finanziatori.
La costruzione del ponte avrebbe anche lo scopo di permettere di sfruttare il territorio di Kigamboni per ampliare le infrastrutture della zona industriale e del porto di Dar; in particolare, è previsto che Kigamboni venga istituita una Export Processing Zone (EPZ).